# Stadion Gelora Bandung Lautan Api
Stadion Gelora Bandung Lautan Api – stadion piłkarski w Bandungu w Indonezji. Pojemność stadionu wynosi 38 000, a koszt realizacji budowy stadionu wyniósł 545 mld IDR.

## Płyta główna
Boisko ma nawierzchnię naturalną. Płyta ma wymiary 105 na 65 metrów. Murawa nie jest podgrzewana, a wokół boiska ciągnie się bieżnia lekkoatletyczna.